# Dixit (juego de mesa)
Dixit es un juego de mesa creado en 2008 por Jean-Louis Roubira en el que el objetivo es adivinar una carta a partir de pistas que se dan en forma de frase o narración (de aquí el nombre del juego). Dixit ha sido condecorado con numerosos galardones, entre ellos el Juego del año en España en la edición de 2009 y el Spiel des Jahres de 2010.
La mecánica de juego consiste en que el narrador escoge una de sus seis cartas y, sin que ninguno de los otros jugadores la vea, diga alguna narración relacionada con el dibujo de la carta. Después cada jugador escoge una carta de su mano que esté relacionada con la historia del narrador y se barajan todas para que no se sepa de quién es cada carta. Por lo tanto, la dificultad del juego radica en dar pistas de dificultad equilibrada, para evitar que todos o ninguno la adivinen. El resto de jugadores obtienen puntos si aciertan la carta del narrador o si otro jugador ha votado por su carta.
Las cartas contienen imágenes que pueden admitir una gran cantidad de historias, y con las ampliaciones se pueden adquirir nuevas cartas con tal de hacer que cada partida sea diferente. Por el momento, se han editado 511 cartas, teniendo en cuenta el juego original y sus expansiones.

## Reglas del Juego
El juego original (sin expansiones) se compone de 84 cartas diferentes ilustradas sin texto. Se reparten seis cartas a cada jugador. El desarrollo de cada una de las rondas consta de las siguientes fases:

### Fase de narración
Uno de los jugadores, el narrador o cuentacuentos, escoge una de sus cartas, que son 6, y explica (ya sea con una palabra, una frase, una narración, etc) qué le hace pensar. A partir de la narración, cada uno de los otros jugadores elegirá la carta que más se asemeje a lo explicado por el narrador. Todas estas cartas se mezclan y se muestran sobre la mesa.

### Fase de votación
Una vez mostradas las cartas escogidas por todos los jugadores junto con la del propio narrador, todos los contricantes salvo este último deberán votar cuál creen que es la carta que pertenecía al narrador. No se permite votar la propia carta.

### Fase de puntuación
Tras la votación, los puntos se asignan de la siguiente forma:
- Si todos los jugadores han votado la carta del narrador, se considera que la pista de éste ha resultado demasiado evidente, por lo que el narrador se queda sin puntos y el resto suma dos cada uno.
- Si ninguno de los jugadores vota la carta del narrador, se considera que su pista era demasiado difícil, por lo que el narrador no puntúa y el resto suma dos puntos cada uno (como en el caso anterior).
- En cualquier otro caso, tanto el cuentacuentos como los jugadores que hayan acertado, obtienen 3 puntos.
- Además, con excepción del narrador, todos los jugadores ganan un punto por cada voto que reciba su carta.

Al acabar una ronda, se reparte una nueva carta a todos los jugadores. El nuevo narrador pasa a ser el jugador a la izquierda del anterior. El juego concluye cuando se han repartido todas las cartas.

## Variaciones de las reglas

### Reglas para 3 jugadores
Se juega con las reglas originales, con las siguientes modificaciones:
- Se reparten 7 cartas a cada jugador en lugar de 6.
- Cada jugador, salvo el cuentacuentos (narrador), pone dos cartas sobre la mesa en lugar de una

### Reglas para más de seis jugadores (Dixit Odyssey)
- Se reparten 5 cartas por jugador.
- Antes de mirar sus cartas, el narrador dice una frase al azar. Todos los jugadores, incluido el narrador, escogen la carta que cree que más se adecúa a la pista.
- Una vez vistas las cartas, el narrador tiene la posibilidad de "vetar" en secreto una de ellas.
- Todos los jugadores, incluido el narrador, votan la carta que creen que más se adecúa a la pista dada.
- Cada jugador, incluido el narrador, recibe tantos puntos como jugadores hayan votado la misma carta que él, hasta un máximo de 5 puntos. En caso de votar la carta  vetada, se reciben cero puntos.
- Tras asignar los puntos, los jugadores desechan sus cartas y se reparten 5 cartas nuevas a cada uno de ellos.
- El nuevo narrador pasa a ser el jugador a la izquierda del anterior.
- La partida termina cuando todos los jugadores han sido narrador una vez.

## Expansiones
Hasta el momento, ha habido diez expansiones del juego, con un total de más de 500 cartas:
- Dixit: La primera versión del juego (diciembre del 2008), con 84 cartas ilustradas por Marie Cardouat.[5]
- Dixit Odyssey: La segunda versión del juego que añade reglas para hasta 12 jugadores (febrero de 2010), con 84 nuevas cartas ilustradas por Pierô [6]
- Dixit 2 Quest: (febrero de 2010), con 84 nuevas cartas ilustradas por Marie Cardouat.[7]
- Dixit 3 Journey: (octubre de 2012), con 84 nuevas cartas ilustradas por Xavier Collette, con una temática más oscura.[8]
- Dixit 4 Origins: (noviembre de 2013), con 84 nuevas cartas ilustradas por Clément Lefèvre.[9]
- Dixit 5 Daydreams: (octubre de 2014), con 84 nuevas cartas ilustradas por Franck Dion.[10]
- Dixit 6 Memories: (octubre de 2015), con 84 nuevas cartas ilustradas por Carine Hinder y Jérôme Pélissier.[11]
- Dixit 7 Revelations: (octubre de 2016), con 84 nuevas cartas ilustradas por Marina Coudray.[12]
- Dixit 8 Harmonies: (octubre de 2017), con 84 nuevas cartas ilustradas por Paul Echegoyen.[13]
- Dixit 10th Anniversary: (octubre de 2018), con 84 nuevas cartas ilustradas por Marie Cardouat, Pierô, Xavier Collette, Clément Lefèvre, Franck Dion, Jérôme Pélissier, Carine Hinder, Marina Coudray y Paul Echegoyen.[14]
- Dixit 10 Mirrors: (octubre de 2020), con 84 nuevas cartas ilustradas por Sebastien Telleschi.[15]
- Salió una versión diferente del juego en el 2012 llamada Dixit Jinx ilustrada por Dominique Ehrhard con motivos abstractos.

## Orígenes
El crítico de juegos Christwart Conrad ve el Juego del diccionario como el antecesor de Dixit. Sin embargo, concluye que "al margen de la idea original o el modo de juego específico, lo que hace especial Dixit es el diseño de sus imágenes. Su encanto hará sucumbir a todos aquellos que reconozcan en cada una de las cartas una auténtica obra de arte".

## Reconocimientos y premios
El juego ha sido galardonado en numerosas ocasiones, recibiendo entre otros, los siguientes premios:
- As d'Or Juego del año 2009 (Francia).
- Juego del año 2009 (España).
- Premio del público en el Festival del Juego de Córdoba de 2009 (España).
- International games award Party Game 2010.
- Spiel der Spiele 2010 al mejor juego familiar (Austria)
- Spiel des Jahres de 2010 (Alemania)
- Parent's Choice Approved Seal 2011 (EE. UU.)